# Chasydyzm niemiecki
Chasydyzm niemiecki (zwany też nadreńskim lub aszkenazyjskim, albo od nazwy rodziny włoskiej jako kalonimidzi) wywodził się z południowych Niemiec i rozkwitał na przełomie XII i XIII wieku. Swym zasięgiem objął tereny Niemiec i północnej Francji.
Był to elitarny ruch o charakterze etyczno-mistyczno-pietystycznym i postrzegany jest również jako osobna szkoła kabalistyczna. Chasydyzm nadreński nie przyjął formy zorganizowanej wspólnoty, lecz ruchu luźno skupionego wokół rodziny Kalonimidów z Włoch, której przedstawiciele sprawowali nieformalne przywództwo szkoły. Byli nimi Jehuda he-Chasid – autor „Księgi pobożnych” (Sefer chasidim) i jego uczeń Eleazar z Wormacji.
Doktryna chasydów nadreńskich była naznaczona panteizmem, gdyż postrzegała Boga wszechmocnego w każdym przejawie życia świata. Charakterystyczna dla kalonimidów była teologia modlitwy, w której przywiązywano olbrzymią wagę do sposobu odmawiania modlitw według ściśle określonego układu, zawartego w modlitewniku (sidur), którego znaczenie było niemal tak ważne jak znaczenie Tory.
Kalonimidzi stosowali specjalne techniki medytacyjne, takie jak np. gematria i notarikon, przechodząc tym samym w sferę ezoteryzmu. Człowiek miał obowiązek odczytywać wolę Boga i bezwarunkowo się jej poddawać m.in. poprzez bezwzględne przestrzeganie Prawa, skruchę, pokutę i ascezę, a także życie w ubóstwie. Te praktyki miały pomóc w drodze do doskonałości.